# Justo Rojo
Justo Pablo Rojo (Buenos Aires; 7 de junio de 1872-ibíd., 22 de septiembre de 1950). Fue un General de Brigada argentino perteneciente al arma de Artillería. Gobernador interventor de la provincia de San Luis desde el 6 de julio de 1943 al 5 de diciembre de 1943.

## Biografía
El General Rojo comenzó su carrera militar el 1 de junio de 1888 ingresando como cadete del Colegio Militar de la Nación, egresando el 9 de enero de 1892 de la promoción 18.º con un orden de mérito entre sus camaradas de 10. Se desempeñó en importantes cargos en la Institución Ejército en la Argentina y en el Exterior. Participó del golpe militar del 4 de junio de 1943, llamada la Revolución del 43, que derrocó al gobierno constitucional del presidente Ramón Castillo, poniendo fin a la denominada Década Infame. Tres dictadores con el título de presidente se sucedieron en el mando: los generales Arturo Rawson (que estuvo al mando del país durante 3 días), Pedro Pablo Ramírez y Edelmiro Farrell. A su vez, durante este período se designaron cuatro militares en el puesto de vicepresidente: Sabá H. Sueyro, Edelmiro Farrell (luego presidente), Juan Domingo Perón (derrocado por un golpe de Estado militar en octubre de 1945) y Juan Pistarini.
El 20 de junio de 1943,el General de Brigada Mario Laprida recibe la orden del presidente de facto el General Pedro Pablo Ramírez de intervenir provisoriamente la provincia de San Luis, que se encontraba gobernada de manera fraudulenta por gobiernos conservadores. Sus primeras medidas fueron cambiar todo el gabinete de gobierno, remover a todos los legisladores y jueces a fines del gobierno conservador. Tratando de restablecer una provincia gobernada por años por gobiernos feudales, incluso amparados por la misma población local.
El gobierno de facto nombró por decreto n°1013/43, al General Justo Rojo para gobernar la provincia de San Luis el 6 de junio de 1943.

## Gobierno
Su gobierno se caracterizó por continuar las obras de su predecesor. Fundó el 29 de agosto de 1943, dentro del marco de la Segunda Guerra Mundial (1939-1945), una localidad de élite para la alta clase puntana llamada El Volcán. Inició las obras para la construcción del Dique La Florida (El Trapiche), convirtiéndose luego en la obra más grande de la provincia. Continuó con las investigaciones judiciales sobre el desempeño administrativo de quienes hasta ese momento habían ejercido los tres poderes del Estado y en los exgobernadores Toribio Mendoza (hijo) y Reynaldo Pastor fueron y procesados, aunque los mismos fueron absueltos de culpa y cargo en abril de 1945.
Realizó programas de gobiernos para la construcción de obras y la inauguración de nuevos centros poblacionales que fueron continuados por su sucesor. Una interna en los altos cargos militares lo removieron como gobernador interventor, nombrando a un nuevo sucesor, el Coronel Horacio Carranza.
Justo se caracterizó por ser un hombre detallista es sus funciones, puntual y exigente en los plazos de las órdenes que impartía para la provincia. La Ciudad de San Luis se convirtió para él en su ciudad más querida y amada.